# 穆鲁伊维托托语
穆鲁伊维托托语（英語：Murui Huitoto）是南美洲维托托语系的一种原住民语言，在哥伦比亚的普图马约河、卡拉-帕拉纳河与伊加拉-帕拉纳河沿岸有约1,100人使用。在秘鲁北部的安皮亚库河与纳波河沿岸也有约1,000人使用该语言。也有部分该语言的使用者生活在这片区域外，例如哥伦比亚的莱蒂西亚附近。
在秘鲁，大约有1,000人能同时口头与书面使用穆鲁伊维托托语，该语言被赋予官方地位并且在学校和教堂使用，但并没有使用它的单语者（即仅使用这一种语言而无法使用其他任何语言的人）。该语言在哥伦比亚西南部的社会地位则更高，且有约1,900人使用。巴西也曾有人使用该语言，但现已无人使用。
穆鲁伊维托托语使用拉丁字母进行书写。一位世界少数民族语文研究院（SIL）的语言学家Shirley Burtch曾于1983年编纂过该语言和西班牙语的双语词典，也有一些语言学家研究过其语法（Petersen de Piñeros 1994，Petersen de Piñeros & Patiño: 2000，Katarzyna Wojtylak 2012）。2017年，Wojtylak的博士毕业论文给出了该语言完整的语法参考，并于2020年由荷兰莱顿的博睿学术出版社出版。

## 音系
穆鲁伊维托托语的音系结构比较简单：有16个辅音音素，和维托托语系的另外两门语言Mɨka与Mɨnɨka十分相似；有6个元音音素/a ɛ ɔ i ɯ u/(分别书写为a e o i ɨ u)，各自有长音和短音。这种六元音音系在亚马逊河流域西北部的一众语言（例如图卡诺语和卡利布语）中十分典型。

### 辅音
|              |        | 双唇音 | 齿音 | 齿龈音 | 硬腭音 | 软腭音 | 声门音 |
| ------------ | ------ | ------ | ---- | ------ | ------ | ------ | ------ |
| 塞音/ 塞擦音 | 清音   | p      | t    |        | tʃ     | k      |        |
| 塞音/ 塞擦音 | 浊音   | b      | d    |        | dʒ     | ɡ      |        |
| 擦音         | 清音   | ɸ      | θ    | s      |        |        | h      |
| 擦音         | 浊音   | β      |      |        |        |        |        |
| 鼻音         | 鼻音   | m      | n    |        | ɲ      |        |        |
| 闪音         | 闪音   |        |      | ɾ      |        |        |        |
| 半元音       | 半元音 | w      |      |        | j      | ɰ      |        |

注：单元格中为国际音标而非正字法书写形式；/s/只在西班牙语借词中出现。

### 元音
|    | 前   | 央   | 后   |
| -- | ---- | ---- | ---- |
| 闭 | i iː | ɯ ɯː | u uː |
| 中 | ɛ ɛː |      | ɔ ɔː |
| 开 |      | a aː |      |

注：单元格中为国际音标而非正字法书写形式；词首的闭元音/i, ɯ, u/听感类似滑音/j, ɰ, w/。

## 形态句法
穆鲁伊维托托语是一门高度综合式的语言，主要体现在它的后缀系统和主宾格配列。动词一般位于句末，语序一般为SV/AOV。语法关系通过代词与动词的交叉参照来表达；句法功能可以通过格标记来表达。核心论元（S、A、O）的格标记可有可无，取决于句子的焦点；非核心论元（NP）的格标记（如方位格、离格、伴具格、益格、剥夺格（不等于夺格））则是必要的。
穆鲁伊维托托语有三个开放性的词类：名词、动词和派生形容词（也可称为“描述性动词”）。其他词类则都是封闭的，如非派生形容词、量词、副词、代词、指示词、回指词、疑问词、较小的数词（1和2）、较大的词汇化的数词（3到20）、连词、介词、感叹词和拟声词。在这之中，大多数词类都可以作为句子中的谓语，但有些类型的后缀会受到限制不能附加于非动词成分上，例如量词、连词、介词、感叹词和拟声词。
穆鲁伊维托托语的名词系统拥有至少80种分类词，这一庞大的系统也是其最显著的特征之一。此系统是半开放的，同一种分类词可用于多种情境，并且所有的分类词均为单音节或双音节的限定型词素。

## 书写系统
多年来，对穆鲁伊维托托语的音系分析使用过多种不同的拼写系统。最早的研究来自于Minor Eugene在1956年对其音系的分析，奠定了后续其拼写正字法发展的基础。现在最广泛使用的拼写系统则是1994年由Petersen de Piñeros提出并使用的。Wojtylak于2017-2020年的研究较之略有差异。